# Rincón de Romos
Rincón de Romos é um município do estado de Aguascalientes, no México.